# بانو و آقا
بانو و آقا (انگلیسی: Lady and Gent) فیلمی در ژانر درام به کارگردانی استیون رابرتز است که در سال ۱۹۳۲ منتشر شد. از بازیگران آن می‌توان به جرج بنکرافت، جان وین، وین گیبسن، فرانک مک‌گلین و جیمز گلیسون اشاره کرد.